# Лос-Анджелесский музей естественной истории
Музе́й есте́ственной исто́рии о́круга Лос-А́нджелес, англ. Natural History Museum of Los Angeles County находится в Выставочном парке в городе Лос-Анджелес, штат Калифорния, США.

## История
Был открыт в 1913 году под названием «Музей исто́рии, нау́ки и иску́сства». Мраморное здание с куполом и колоннадой, в котором расположен музей, внесено в национальный реестр исторических мест. Новые пристройки к музею открыты в 1925, 1930, 1960 и 1976 годах. В 1961 году от музея отделился Лос-Анджелесский музей искусств.
Музей является крупнейшим на западе США. Его коллекция состоит из почти 33 млн экспонатов и артефактов и охватывает 4,5 миллиарда лет истории.